# Parque Nacional del Café
Parque Nacional del Café är en nationalpark i Colombia.   Den ligger i departementet Quindío, i den centrala delen av landet, 190 km väster om huvudstaden Bogotá. Parque Nacional del Café ligger 1 244 meter över havet. Arean är 96 kvadratkilometer.